# 1319 Disa
1319 Disa је астероид главног астероидног појаса са средњом удаљеношћу од Сунца која износи 2,985 астрономских јединица (АЈ).
Апсолутна магнитуда астероида је 11,1 а геометријски албедо 0,181.